# مايك مورر
مايك مورر هو لاعب كرة قدم أمريكية شمالية ‏ ولاعب كرة القدم الكندية كندي، ولد في 6 نوفمبر 1975 في ساسكاتون في كندا.

## وصلات خارجية
- مايك مورير على موقع شيردوغ (الإنجليزية)